# Station Vire
Station Vire is een spoorwegstation in de Franse gemeente Vire Normandie. Het wordt bediend door volgende treinen:
- Intercités op het traject Paris-Montparnasse - Granville
- TER van Nomad Train op het traject Dreux - Granville

Het station werd geopend in 1867.